# Högmässa

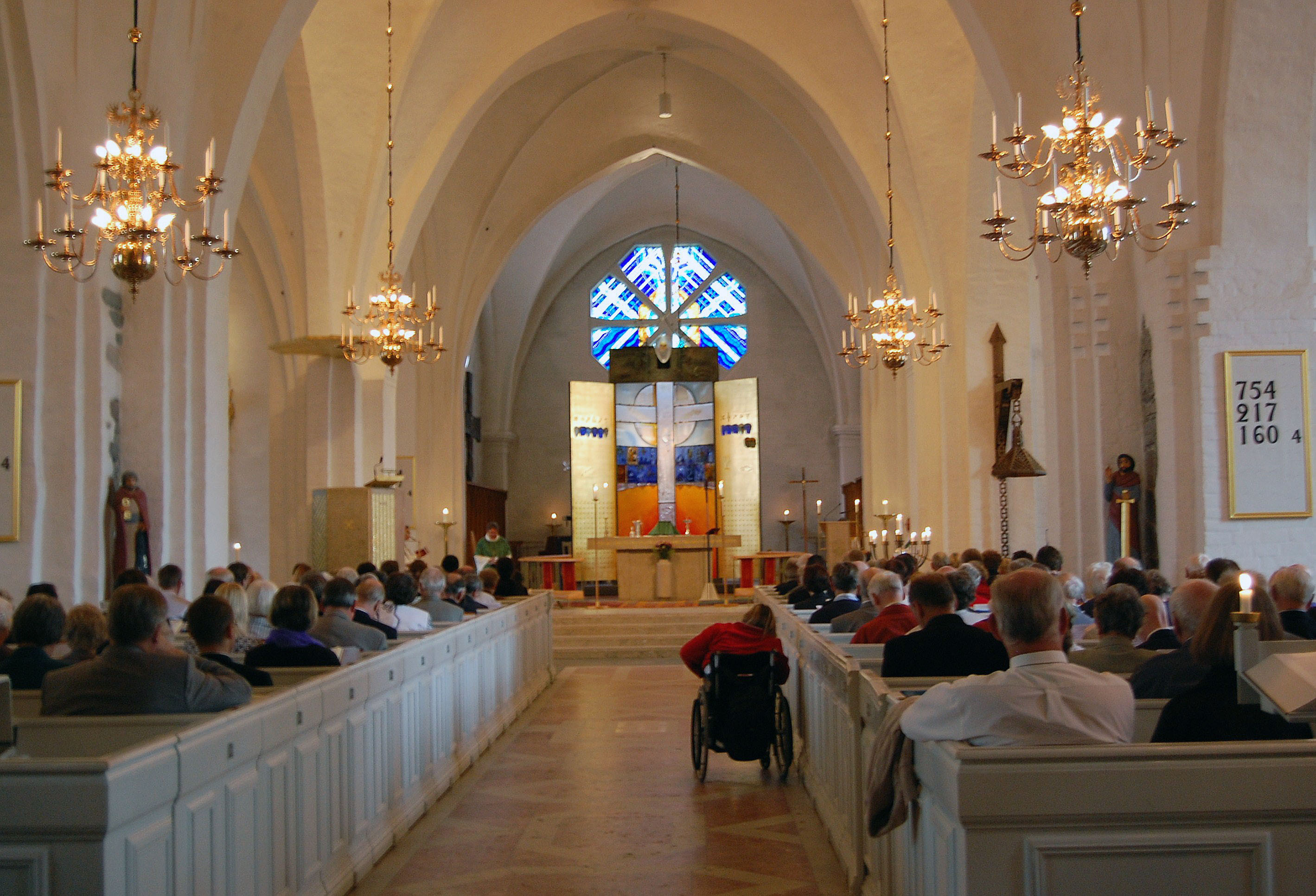
Högmässa i Växjö domkyrka. Juni 2010.

En högmässa är den högtidliga nattvardsgudstjänst som firas på söndagar och helgdagar inom den Katolska kyrkan,  Svenska kyrkan och flera andra kyrkor. Här beskrivs Svenska kyrkans högmässa, som genom 1986 års kyrkohandbok har fått en allmänkyrklig karaktär och påminner väsentligen om mässan i Anglikanska kyrkan och Katolska kyrkan. För en mer generell beskrivning, se mässa.
Högmässan bygger på stor församlingsaktivitet. Tanken är att Gudsfolket kommer tillsammans inför Gud, ber till honom och tar emot av honom (till exempel förlåtelsen, nattvarden). Högmässan har därför karaktär av lovsång inför Gud, undervisning om Jesus Kristus samt ödmjukhet inför Gud och varandra. Den skall dessutom spegla himmelrikets skönhet och ära Gud.
Högmässan är den vanligaste gudstjänsten i Svenska kyrkan. Tidigare användes även begreppet högmässa för huvudgudstjänster utan nattvardsfirande, det som numera kallas högmässogudstjänst eller söndagsgudstjänst. 
Enligt 1686 års kyrkolag skulle högmässan börja klockan 08.00, vilket senare ändrades. Enligt ett kungligt brev från 1816 skulle högmässan börja klockan 10.00, året runt.

## Högmässans ordning
I. Inledning
Ingångspsalm
Beredelsen (Beredelsetal, Syndabekännelse, Förlåtelsen)
Introitus
Herre, förbarma dig (Kyrie)
Lovsången (Gloria och Laudamus)
Dagens bön (Collecta)
II. Ordet
Textläsningar (Gammaltestamentlig text, epistel)
Gradualpsalm
Evangelium
Predikan
Trosbekännelsen (Credo)
Kyrkans förbön
III. Måltiden
Tillredelsen (Offertorium)
Lovsägelsen (Sursum corda, Prefation, Sanctus)
Nattvardsbönen med instiftelseorden (instiftelseorden, 1 Kor 11:23b-25, läses nästan alltid nuförtiden. Dock var det brukligt att sjunga instiftelseorden från åtminstone 1535 och ända fram till 1942 års handbok. Först då togs sjungna instiftelseord ur bruk)  (här ett av flera alternativ):
Lovad vare du, himmelens och jordens Herre,
som förbarmat dig över oss
och utgivit din ende Son,
för att var och en som tror på honom
inte skall gå förlorad utan ha evigt liv. 
Vi tackar dig för den frälsning 
du berett oss genom Jesus Kristus. 
Sänd din Ande i våra hjärtan 
att han må hos oss tända en levande tro. 
Helga också genom din Ande detta bröd och vin, 
gåvor av jordens frukt och människors arbete, 
som vi bär fram inför dig. 
Vi tackar dig för att vi genom dem 
får del av Kristi kropp och blod.
Den natt då han blev förrådd 
tog han ett bröd, tackade, 
bröt det och gav åt lärjungarna och sade: 
"Tag och ät.
Detta är min kropp 
som blir utgiven för er.
Gör detta till min åminnelse."
Likaså tog han kalken, tackade 
och gav åt lärjungarna och sade: 
"Drick av den alla. 
Denna kalk är det nya förbundet genom mitt blod, 
som blir utgjutet för många, till syndernas förlåtelse. 
Så ofta ni dricker av den, 
gör det till min åminnelse."
Din död förkunnar vi, Herre, 
din uppståndelse bekänner vi 
till dess du kommer åter i härlighet.
Helige Fader, vi firar denna måltid 
till åminnelse av din Sons lidande och död, ¨
uppståndelse och himmelsfärd. 
Av livets bröd och välsignelsens kalk 
ger du oss att äta och dricka 
intill den dag då han kommer åter i härlighet.
Vi ber dig: Se till hans fullkomliga och eviga offer 
med vilket du har försonat världen med dig själv. 
Låt oss alla genom den helige Ande 
förenas till en enda kropp 
och fullkomnas till ett levande offer i Kristus.
Genom honom och med honom och i honom 
tillhör dig, Gud Fader allsmäktig, 
i den helige Andes enhet, 
all ära och härlighet från evighet till evighet.
Amen.
Herrens bön
Brödsbrytelsen
Herrens frid (Pax)
O Guds Lamm (Agnus Dei)
Kommunionen
Tackbön
IV. Avslutning
Lovprisningen (Benedicamus)
Välsignelsen
Slutpsalm
Postludium

### Fotnoter
1. ↑  Kerstin Doyle (12 februari 2010). ”Tiden för högmässan går mot allt senare på dagen” (på svenska). Dagen. http://www.dagen.se/tiden-for-hogmassan-gar-mot-allt-senare-pa-dagen-1.157622. Läst 11 december 2017.